# Hendrik XXXII van Reuss-Köstritz

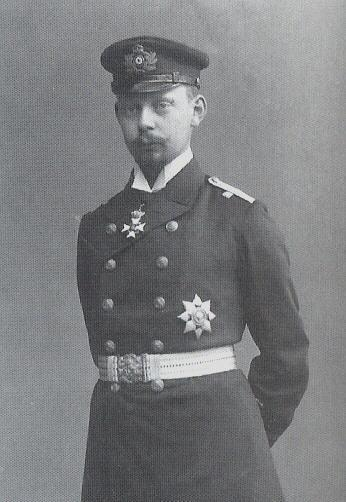
Prins Hendrik XXXII van Reuss-Köstritz

Prins Hendrik XXXII (Heino) van Reuss-Köstritz (Constantinopel, 4 maart 1878 — Bad Tölz, 6 mei 1935) was de oudste levend geboren zoon van prins Hendrik VII Reuß en diens vrouw prinses Marie Anna Alexandrine Sophie van Saksen-Weimar-Eisenach.
Omdat koningin Wilhelmina kinderloos bleef gedurende de eerste acht jaar van haar huwelijk, was Hendrik XXXII derde in lijn tot de Nederlandse troon, na zijn neef Willem Ernst van Saksen-Weimar-Eisenach en zijn moeder, een nicht van Wilhelmina. Willem Ernst had kenbaar gemaakt dat hij zijn titel van groothertog van Saksen-Weimar-Eisenach niet op wilde geven, wat noodzakelijk zou zijn geweest om koning van Nederland te worden. Marie Alexandrine was al op leeftijd en haar gezondheid liet te wensen over, daardoor werd aangenomen dat zij zou afzien van haar claim, ten gunste van haar oudste zoon Hendrik XXXII. Daarom werd Hendrik gezien als kroonprins, tot de geboorte van prinses Juliana in 1909.

## Familie en eerste levensjaren
Prins Hendrik XXXII van Reuss-Köstritz werd geboren op 4 maart 1878 in Constantinopel, waar zijn vader ambassadeur was geweest. Het Huis Reuss was een van Europa's oudste adellijke families, en Hendrik behoorde tot de jongere tak. Opvallend in het Huis Reuss is dat elke zoon Hendrik werd genoemd, er werd genummerd op volgorde van geboorte binnen de tak Reuss oudere linie, dan wel jongere linie, of, niet meer binnen een gezin. De consequentie hiervan was dat de zoons binnen een gezin niet opeenvolgend zijn genummerd. In de jongere tak werd eens per eeuw opnieuw begonnen met tellen.

## Nederlandse troonopvolging

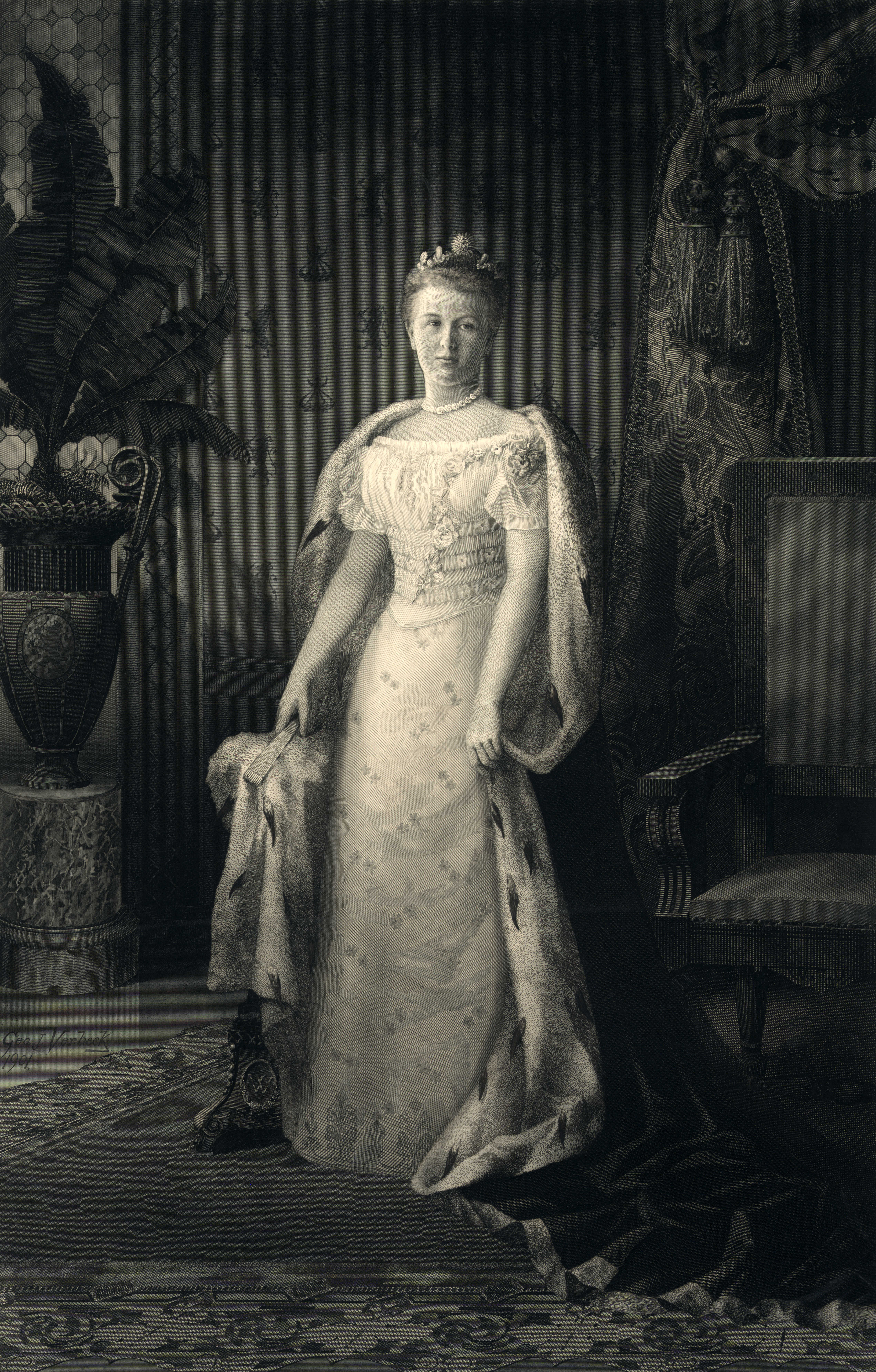
Koningin Wilhelmina in 1898, waarvan verondersteld werd dat Hendrik XXXII haar zou opvolgen. De geboorte in 1909 van haar dochter prinses Juliana zorgde ervoor dat de troon in de familie bleef.

### Achtergrond
Via zijn grootmoeder van moederskant, prinses Sophie van Oranje-Nassau was Hendrik een afstammeling van Willem II der Nederlanden, en dus een achterneef van koningin Wilhelmina, wier vele miskramen zorgden voor toenemende speculatie over de opvolging van de Nederlandse troon.
Hendriks neef, Willem Ernst van Saksen-Weimar-Eisenach was het grootste deel van deze periode vermoedelijk troonopvolger, echter de Nederlandse grondwet staat niet toe dat de koning nog een andere troon bezit, behalve die van Luxemburg. De groothertog had echter meermaals duidelijk gemaakt dat hij de voorkeur gaf aan zijn eigen troon, boven die van Nederland, omdat die laatste veel meer tijd en werk zou vergen. Het gevolg van het feit dat Willem Ernst had afgezien van zijn rechten op de Nederlandse troon,was dat zijn tante, prinses Marie Anna Alexandrine Sophie van Saksen-Weimar-Eisenach eerste was in de lijn van troonopvolging. Als haar oudste zoon zou Hendrik de volgende zijn. Prinses Marie was een oudere weduwe, en volgens kranten artikelen zou ze haar rechten opgeven ten gunste van haar oudste zoon. Hendrik had drie jongere broers en een zus, die na hem kwamen in de erfopvolging. Na Maries kinderen was Hendriks tante, prinses Elisabeth van Saksen-Weimar-Eisenach, de volgende in de lijn.

### Opleiding, militaire carrière en reizen.
Hendrik was een officier van de Duitse keizerlijke marine met de rang van luitenant. Zodoende reisde hij in 1905 naar Japan en China, maar ook naar andere landen over de wereld om zijn militaire plicht te vervullen.
Als vermoedelijk kandidaat voor de Nederlandse troon, reisde Hendrik XXXII in 1906 naar de Verenigde Staten, waar hij onder andere San Francisco, Chicago, New York en Washington aandeed. Hij werd beschreven als een "democratische jonge edelman" en was eregast van de Duitse ambassadeur Speck von Sternburg op de ambassade in Washington.

### Populariteit in Nederland
Als gevolg van zijn opleiding en karakter was Hendrik goed bekend in Nederland, en liet hij een goede indruk achter na zijn verblijf daar. Hij zou bescheiden zijn, met een kunstzinnige smaak als schilder en beeldhouwer. Verder was hij een bewonderaar van Nederlandse kunstenaars als Rembrandt en Frans Hals, wat zijn populariteit ten goede kwam. Desondanks hoopte de Nederlandse bevolking nog steeds op de geboorte van een troonopvolger van koningin Wilhelmina wat duidelijk bleek in de kranten uit die periode. De Nederlanders koesterden hun neutraliteit in het geval van oorlog en vreesden Duitse inbreuk, zeker omdat Hendrik diende in de keizerlijke marine, en nauwe banden had met de keizerlijke familie. Eén publicatie stelde dat als de koningin kinderloos zou blijven, de troon in handen zou vallen van een Duitse prins, wiens geboorte, training en voorkeuren er toe zouden leiden dat Nederland binnen de invloed van het Duitse Keizerrijk zou brengen, ten koste van de onafhankelijkheid, ook economisch gezien.

### Constitutionele kwesties en de geboorte van een erfgenaam

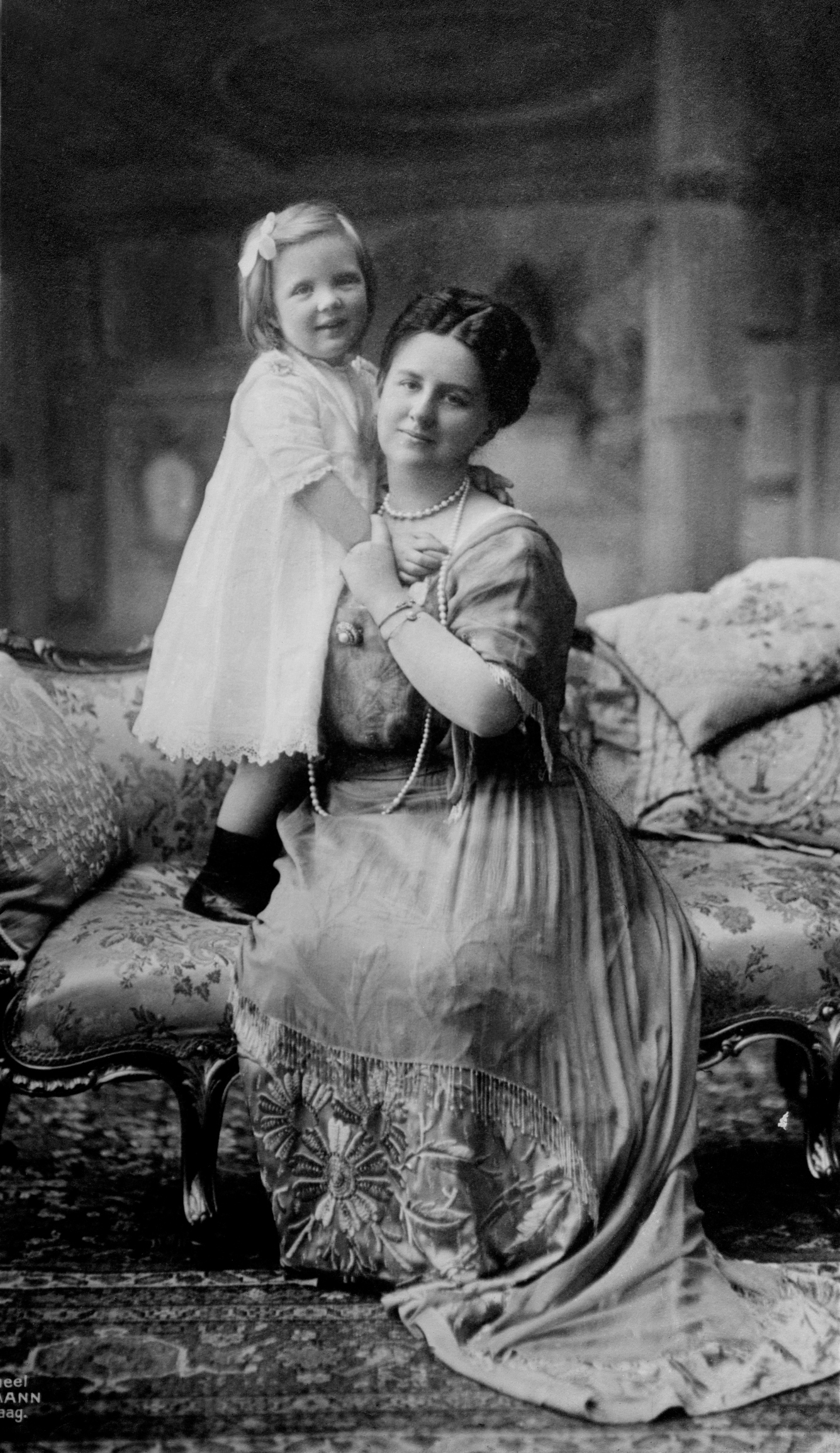
Prinses Juliana met haar moeder, koningin Wilhelmina, ca. 1914

In 1905 werd door de Nederlandse regering bij de Staten Generaal een grondwetswijziging ingediend . Het doel was om de erfopvolging zodanig aan te passen, dat de regering het recht had zelf een staatshoofd te kiezen in het geval dat koningin Wilhelmina kinderloos zou overlijden. Op hetzelfde moment werd voorgesteld om Hendrik XXXII officieel tot kroonprins uit te roepen, en dat hij in Den Haag zou moeten gaan wonen, om meer bekend te worden met het Nederlandse volk. Indien de verschillende betrokken partijen zouden weigeren, stelden ze voor de grondwetswijziging na te streven zodat men een acceptabele kandidaat konden kiezen. De meerderheid van het Nederlandse volk was voor dit laatste plan.
In 1909 werd door de geboorte van kroonprinses Juliana de opvolging binnen het Huis van Oranje voor in ieder geval één generatie veilig gesteld.

## Huwelijk
Op 19 mei 1920 trouwde Hendrik met prinses Marie Adelheid van Lippe-Biesterveld (auteur, actief in nazi-Duitsland en extreemrechts tot haar dood), een nicht van prins Bernhard, echtgenoot van prinses Juliana. Hij was zeventien jaar ouder, en ze scheidden een jaar later op 18 februari 1921. Twee maanden later, op 12 april 1921, hertrouwde Marie Adelheid met Hendriks jongste broer, prins Hendrik XXXV.
Prins Hendrik XXXII hertrouwde nooit, en stierf kinderloos op 6 mei 1935, 57 jaar oud in Bad Tölz.